# Gabriel-Marie de La Roche Saint-André
Pour les autres membres de la famille, voir Famille de La Roche-Saint-André.
Gabriel-Marie de La Roche Saint-André est un officier et diplomate français né à Fresnay en 1755 et mort à Nantes en 1832.

## Biographie
Gabriel-Marie de La Roche Saint-André est né au château de La Salle, paroisse de Fresnay le 27 janvier 1755. Fils de Louis de La Roche-Saint-André et de Louise-Gabrielle du Chilleau, il est le neveu de Marie-Charles du Chilleau et le frère de Louis-Marie, de Louis-Henry et d'Augustin-Joseph de La Roche Saint-André.
Il est nommé, le 1er juin 1772, sous-lieutenant au Régiment de Dragons de Custine et admis le 3 janvier 1775 dans l'Ordre de Malte, dont il restera chevalier non-profès. Nommé capitaine en second de la compagnie de Montbel dans le Régiment d'infanterie de Viennois le 20 juillet 1781, il passe le 5 février 1786 au Régiment de Montmorency-Dragons.
Il épouse, le 3 août 1786 à Saint-Étienne-de-Montluc, Anne-Marie-Thérèse-Félicité de Coutances, fille de Louis de Coutances, marquis de La Celle, et d'Anne Cochon de Maurepas, dont il aura une fille, Gabrielle (1793-1835), sans postérité. Il devient, par ce mariage, le beau-fils du comte de Barruel, le beau-frère du marquis de Becdelièvre et l'oncle du futur Maréchal de Bourmont.
Après avoir passé une grande partie de la Terreur caché à Nantes dans l'hôtel de Becdelièvre, il se réfugie avec sa famille en Normandie, au château de Grumesnil, puis s'établit à Paris à la fin de la Révolution française,. 
Il intervient auprès de Joseph Fouché, qu'il a connu à Nantes, pour la libération de son neveu Bourmont, incarcéré par le Premier Consul à partir de janvier 1801.
Gabriel-Marie de La Roche Saint-André adresse finalement, le 16 septembre 1807, une lettre de ralliement à l'Empereur. Il est alors nommé inspecteur des Droits Réunis à Chartres.
À la Restauration, il est nommé le 12 septembre 1814 vice-consul de France à Sanremo mais, dès le 7 mars 1816, il est nommé au même poste à Stettin, en Poméranie prussienne. Le 30 octobre 1816, il est nommé consul de France à Raguse, au sud de la Dalmatie.
Le 1er mai 1821, il est nommé chevalier de la Légion d'Honneur.
En mai 1822, il est nommé consul de France à Gibraltar. Il termine sa carrière diplomatique en étant consul de France à Barcelone du 13 mai 1824 jusqu'à la fin de la Restauration. À l'avènement du roi Louis-Philippe, il refuse de prêter serment au roi des Français et se retire à Nantes où il meurt le 20 avril 1832, à 77 ans.